# Gioachino-Rossini-Denkmal

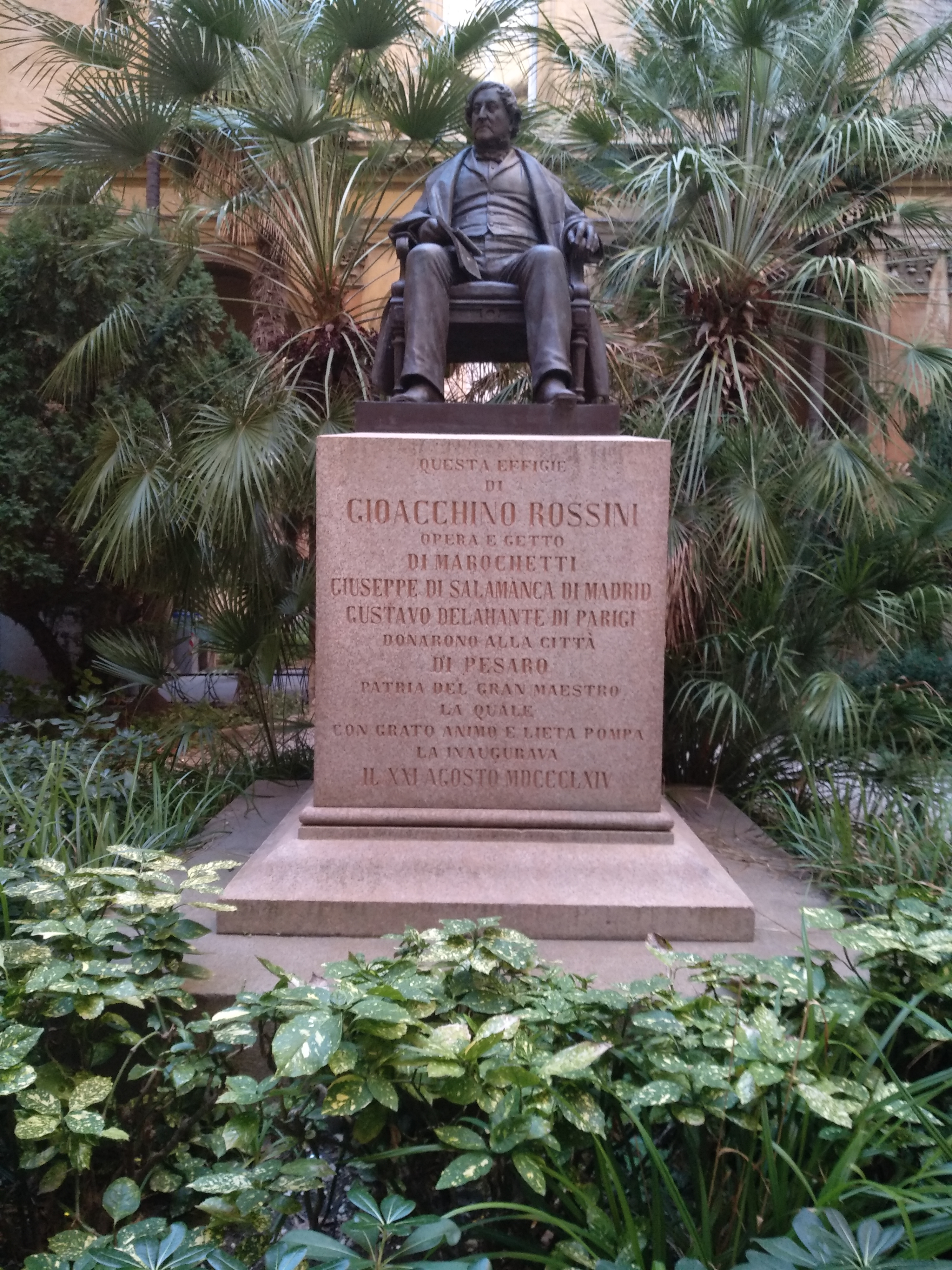
Gioachino-Rossini-Denkmal in Pesaro

Das Gioachino-Rossini-Denkmal ist eine von dem Bildhauer Carlo Marochetti hergestellte Bronzeskulptur, die den italienischen Opernkomponisten Gioachino Rossini (1792–1868) darstellt und im Hof des Conservatorio Statale di Musica „Gioachino Rossini“ in Pesaro in Italien aufgestellt wurde.

## Geschichte
Gustavo Delahante und Giuseppe di Salamanca, zwei Verehrer der Musik Rossinis, spendeten ein Denkmal für den Komponisten, das in seiner Geburtsstadt Pesaro aufgestellt werden sollte. Mit der Ausführung wurde der Bildhauer Carlo Marochetti beauftragt. Wie auf der Inschrift des Sockels zu lesen ist, nahm Rossini selbst die Einweihung des Denkmals am 21. August 1864 vor.

## Beschreibung
Das Denkmal befindet sich auf einem massiven, quadratischen Steinsockel. Als Material für die Skulptur wurde Bronze verwendet. Rossini ist auf einem gepolsterten Stuhl sitzend dargestellt. Er ist mit einem Anzug mit Gehrock und Weste bekleidet. Die Arme sind die auf den Stuhllehnen aufgestützt. In der rechten Hand hält er einige Notenblätter.
Der Steinsockel ist auf der Vorderseite mit einer aus Großbuchstaben bestehenden Inschrift versehen. Unter dem Namen Gioacchino Rossini folgen die Namen des Bildhauers, der Spender und das Einweihungsdatum.